# Йоган III (маркграф Бранденбургу)
Йоган III Пра́зький (*Johann III der Prager, 1244—1268) — маркграф Бранденбург-Зальцведеля у 1267—1268 роках.

## Життєпис
Походив з династії асканіїв. Старший син Отто III, маркграфа Бранденбургу, та Божени (доньки Вацлава I, короля Богемії). Народився у 1244 році у Празі (батьківщині матері). Звідси його прізвисько — «Празький». Дитинство провів при дворі свого вуйка Оттокара II, короля Богемії. У 1264 році останній в Празі висвятив Йогана на лицаря. Після цього він перебирається до Бранденбургу.
У 1267 році після смерті Отто III разом з братами Отто V, Отто VI і Альбрехтом III стає Бранденбург-Зальцведельським маркграфом. Втім його правління було нетривалим, оскільки вже 1268 року Йоган III загинув під час лицарського турніру в Мерзебурзі з нагоди Великодня.